# Zygmunt Nowak (architekt)
Zygmunt Nowak (ur. 14 kwietnia 1934 w Starogardzie Gdańskim, zm. 3 kwietnia 2020) – polski architekt i urbanista, generalny projektant Poznańskiego Szybkiego Tramwaju.

## Życiorys
Studiował na Politechnice Poznańskiej (komunikacja i konstrukcja), Uniwersytecie Warszawskim (urbanistyka) oraz w Gdańsku, a pracę doktorską obronił na Politechnice Wrocławskiej.
Zajmował się projektowaniem dróg i mostów oraz całych układów komunikacyjnych miast (1968–1972: Poznań, po 1973: Łódź). Autor koncepcji szybkiego tramwaju w układzie komunikacyjnym Poznania.
W latach 1968–1973 pracował jako zastępca kierownika Miejskiej Pracowni Urbanistycznej w Poznaniu, następnie w 1973–1976 jako dyrektor Biura Rozwoju Łodzi. W 1977 powrócił do Poznania i brał udział w projektowaniu trasy Poznańskiego Szybkiego Tramwaju (generalny projektant). Był kierownikiem Biura Projektów Dróg i Mostów – "Transprojekt". 
Członek Stowarzyszenia Inżynierów i Techników Komunikacji oraz Towarzystwa Urbanistów Polskich (był prezesem zarządu oddziału poznańskiego). 
Od 1992 roku prowadzi działalność gospodarczą w zakresie projektowania.
Wykładowca Uniwersytetu im. Adama Mickiewicza w Poznaniu.

## Odznaczenia i nagrody
- Nagroda im. Ignacego Prądzyńskiego "za wybitne osiągnięcia w rozwoju systemu transportu w aglomeracji poznańskiej w latach 1991–2005", przyznawana przez Stowarzyszenie Inżynierów i Techników Komunikacji Rzeczpospolitej Polskiej[4]
- W 2015 został wyróżniony przez poznańskie Towarzystwo im. Hipolita Cegielskiego statuetką Złotego Hipolita[5].